# Międzynarodowe Centrum Radioastronomii w Windawie
Międzynarodowe Centrum Radioastronomii w Windawie (łot. Ventspils Starptautiskais radioastronomijas centrs – VIRAC) – była radziecka instalacja radiowa położona 30 km na północny wschód od Windawy. Obecnie Instytut badawczy Ventspils University College (VUC).

## Historia
Stacja, która powstała w latach 70. XX wieku była tajna aż do 1993 roku, gdy Łotwa odzyskała niepodległość. ZSRR wykorzystywał ją do celów wojskowych. Po wycofaniu się wojsk radzieckich z Łotwy w 1994 roku powstało tu Międzynarodowe Centrum Radioastronomiczne Ventspils. Do 1996 roku była to jednostka strukturalna Łotewskiej Akademii Nauk. Po przejęciu przez państwo, od 2004 roku Centrum zarządza Ventspils University College (VUC).
Obecnie stacja posiada między innymi radioteleskopy – 32-metrowy (RT-32), pierwotnie używany przez Rosjan do badania i testowania komunikacji radiowej poza terenem ZSRR, i 16-metrowy (RT-16). W 2015 roku przeprowadzono remont obu radioteleskopów. Są one wykorzystywane do obserwacji ośrodka międzygwiazdowego, Słońca, planetoid i sztucznych obiektów w pobliżu Ziemi, w tym do radiolokacji kosmicznych śmieci.

## Stacja LOFAR
5 grudnia 2017 roku Ventspils University College (VUC) i firma AstroTec Holding BV, która jest oddziałem holenderskiego instytutu badawczego ASTRON, podpisały umowę o budowie nowej stacji LOFAR (Low Frequency Array) dla VIRAC – łotewskiego Międzynarodowego Ośrodka Astronomicznego Ventspils. Koszt budowy ma wynosić 1,3 mln euro, a jej zakończenie jest planowane na 2019 rok. Miejsce zostało wybrane ze względu na bardzo niski poziom zakłóceń radiowych.